# Nathalie Boutefeu
Nathalie Boutefeu (* 1. Januar 1968 in Dijon) ist eine französische Schauspielerin.
Nathalie Boutefeu studierte Schauspiel am Konservatorium Straßburg von 1989 bis 1992. Seit dieser Zeit ist sie als Film- und Theaterschauspielerin tätig. 2006 wurde sie mit dem Nachwuchspreis Prix Suzanne Bianchetti ausgezeichnet. Ab 2015 spielte sie die Figur Sylvie Leclerc in der Serie Candice Renoir. Insgesamt wirkte sie bei rund 70 Produktionen mit.

## Filmografie (Auswahl)
- 1994: Julie Lescaut (Fernsehserie, 1 Folge)
- 1994: Der Hüter des Feuers (Le Gardien du feu)
- 1995: Geheime Gefährten (Compagnons secrets)
- 1996: Irma Vep
- 1997: Port Djema
- 1999: Rien sur Robert
- 2001: Pau et son frère
- 2001: Die starken Seelen (Les âmes fortes)
- 2002: A+ Pollux
- 2002: Laura wirbelt Staub auf (Une femme de ménage)
- 2003: Sein Bruder (Son frère)
- 2004: Das Leben ist seltsam (Rois et Reine)
- 2005: Ein perfektes Paar (Un couple parfait)
- 2007: Ein Geheimnis (Un secret)
- 2009: Der Retter (À l’origine)
- 2012: Les Gouffres
- 2012: À perdre la raison
- 2015, 2016: Büro der Legenden (Le Bureau des légendes, Fernsehserie, 2 Folgen)
- 2015–2020: Candice Renoir (Fernsehserie, 33 Folgen)
- 2018: Giftige Saat (Jeux d’influence; Fernsehsechsteiler)
- 2022: Un couple